# Dylan Mertens
Dylan Mertens (Amsterdam, 20 juli 1995), is een Nederlands voetballer die doorgaans als middenvelder speelt. Hij tekende in augustus 2025 een eenjarig contract bij Telstar, nadat zijn contract bij Fakel Voronezj medio 2025 afliep. Eerder kwam hij uit voor FC Volendam, Telstar, TOP Oss, Koninklijke HFC, Tsarsko Selo Sofia en Botev Plovdiv.

## Clubcarrière

### Jeugd
Mertens begon met voetballen bij SDW, waarna hij via DWS en AFC in 2008 in de jeugdopleiding van FC Utrecht terechtkwam. Twee jaar later moest hij vertrekken bij de club waarop hij besloot terug te keren naar AFC. Zijn terugkeer was van korte duur en na één seizoen verkaste hij naar SV Argon. In de zomer van 2013 maakte hij de overstap naar FC Den Bosch, waar hij met de A1 uitkwam in de A-junioren Eerste divisie.

### FC Volendam
In de voorbereiding van het seizoen 2014/15 ging Mertens op amateurbasis aan de slag bij FC Volendam. Hij speelde dat seizoenen 15 wedstrijden in het tweede elftal waarin hij 4 keer wist te scoren. Tevens zat hij tweemaal bij de wedstrijdselectie van het eerste elftal, maar tot een debuut kwam het destijds niet. Op 30 maart 2015 tekende hij zijn eerste profcontract bij FC Volendam, dat hem tot medio 2017 aan de club verbond.
In de zomer van 2015 werd Mertens doorgeschoven naar de eerste selectie. Op 7 augustus 2015 maakte hij zijn debuut voor FC Volendam in de competitiewedstrijd tegen NAC Breda (1-4 winst). Hij verving na 79 minuten spelen Rafik El Hamdi. Mertens groeide in zijn eerste seizoen uit tot een vaste waarde in het elftal van trainer Robert Molenaar. Op 18 september 2015 scoorde hij zijn eerst doelpunt voor FC Volendam, de openingstreffer in de 0−2 uitoverwinning tegen Helmond Sport. In februari 2016 verlengde Mertens zijn contract bij FC Volendam tot medio 2018.
In de voorbereiding van het seizoen 2016/17 scheurde Mertens zijn voorste kruisband af en was hij voor de rest van het seizoen uitgeschakeld. Op 29 april 2017, na 10 maanden blessureleed, maakte hij zijn rentree in de wedstrijd van Jong FC Volendam tegen FC Rijnvogels. Mertens maakte in het begin van het seizoen 2017/18 zijn minuten in het eerste elftal onder trainer Misha Salden, maar na zijn rode kaart in het bekerduel tegen PSV speelde hij voornamelijk in het tweede elftal.

### Telstar en TOP Oss
Op 21 juni 2018 tekende Mertens een contract voor één seizoen, met een optie voor een tweede seizoen, bij Telstar. Mertens speelde in het seizoen 2018/19 negentien duels voor de Witte Leeuwen en trof hierin tweemaal doel. Hij eindigde met Telstar op een vijftiende plaats, één plaats boven zijn oude werkgever FC Volendam. Aan het einde van het seizoen nam Telstar afscheid van Mertens.
De aanvallende middenvelder liep vervolgens met succes stage bij TOP Oss, en tekende hier in augustus een contract op amateurbasis. Hij verliet de club echter na twee maanden al vanwege weinig perspectief op speelminuten. Vervolgens sloot hij zich aan bij Koninklijke HFC uit de Tweede Divisie.  

### Buitenland
In augustus 2020 ging Mertens naar het Bulgaarse FK Tsarsko Selo Sofia, om een jaar later te verkassen naar Botev Plovdiv. Met Botev Plovdiv wist Mertens in zijn eerste seizoen een ticket voor de UEFA Conference League te bemachtigen door in de beslissende play-off te winnen van Beroe Stara Zagora. Zodoende plaatste de club zich voor het eerst in vijf jaar tijd voor Europees voetbal. Het tweede seizoen verliep minder goed en werd afgesloten in de middenmoot. In 2024 won Mertens de Bulgaarse voetbalbeker met Botev Plovdiv. Daar waar hij in de halve finale nog goed was voor een doelpunt in het tweeluik met CSKA Sofia, kwam hij in de finale tegen PFK Loedogorets niet in actie.
In juni 2024 sloot Mertens zich aan bij de Russische Premjer-Liga-club Fakel Voronezj. Op 11 mei 2025 degradeerden Mertens en Fakel uit de Premjer-Liga.

### Terugkeer bij Telstar
In de voorbereiding van het seizoen 2025/26 was Mertens op proef bij Eredivisionist Telstar. Hier tekende hij op 8 augustus 2025 een profcontract. Daarmee werd hij de achttiende contractspeler van de selectie van Telstar. Regels van de Koninklijke Nederlandse Voetbalbond schrijven voor, dat clubs die uitkomen in de Eredivisie minimaal 18 contractspelers binnen hun selectie hebben . Mertens maakte op 10 augustus 2025 zijn debuut voor Telstar in de seizoensopener, uit tegen Ajax.

## Clubstatistieken

### Beloften
| Seizoen | Club             | Competitie    | Competitie | Competitie |
| Seizoen | Club             | Competitie    | Wed.       | Dlp.       |
| ------- | ---------------- | ------------- | ---------- | ---------- |
| 2016/17 | Jong FC Volendam | Derde divisie | 2          | 0          |
| 2017/18 | Jong FC Volendam | Derde divisie | 10         | 3          |
| Totaal  | Totaal           | Totaal        | 12         | 3          |

Bijgewerkt t/m 28 januari 2018

### Senioren
| Seizoen         | Club            | Competitie      | Competitie | Competitie | Beker | Beker | Totaal | Totaal |
| Seizoen         | Club            | Competitie      | Wed.       | Dlp.       | Wed.  | Dlp.  | Wed.   | Dlp.   |
| --------------- | --------------- | --------------- | ---------- | ---------- | ----- | ----- | ------ | ------ |
| 2014/15         | FC Volendam     | Eerste divisie  | 0          | 0          | 0     | 0     | 0      | 0      |
| 2015/16         | FC Volendam     | Eerste divisie  | 29         | 2          | 1     | 0     | 30     | 2      |
| 2016/17         | FC Volendam     | Eerste divisie  | 0          | 0          | 0     | 0     | 0      | 0      |
| 2017/18         | FC Volendam     | Eerste divisie  | 9          | 0          | 2     | 1     | 11     | 1      |
| 2018/19         | Telstar         | Eerste divisie  | 19         | 2          | 0     | 0     | 0      | 0      |
| 2019/20         | TOP Oss         | Eerste divisie  | 1          | 0          | 0     | 0     | 1      | 0      |
| 2019/20         | Koninklijke HFC | Tweede divisie  | 4          | 1          | 0     | 0     | 4      | 1      |
| Carrière totaal | Carrière totaal | Carrière totaal | 62         | 5          | 3     | 1     | 65     | 6      |

Bijgewerkt t/m 1 juli 2020